# Terphothrix lanaria
Terphothrix lanaria är en fjärilsart som beskrevs av Holland 1893. Terphothrix lanaria ingår i släktet Terphothrix och familjen tofsspinnare. Inga underarter finns listade i Catalogue of Life.